# Shelby (Missisipi)
Shelby – miasto w Stanach Zjednoczonych, w stanie Missisipi, w hrabstwie Bolivar.